# Eva Harlou
Eva Harlou (født 25. april 1977 i Skanderborg) er en dansk arkitekt og tv-vært. 
Eva Harlou har tidligere været tv-vært på arkitektur- og boligprogrammer, som "Arkitektens Hjem" (DRK), "Enestående Nordiske Huse" (DRK) og "Danmarks Skønneste Hjem" (DR1). Hun har tidligere været vært i den danske udgave af X Factor og begyndte i den syvende sæson, hvor hun erstattede Signe Molde.
Eva Harlou har siden 2012 siddet i bestyrelsen for fonden Aarhus 2017. Eva Harlou er tidligere leder af konkurrenceafdelingen i arkitektfirmaet, 3XN. Eva Harlou er stifter og medejer af tegnestuen, Earth Studio ApS, som har fokus på bæredygtig arkitektur, indretning og møbeldesign.  

## Privat
Eva Harlou var fra  2008 til 2015 gift med musikproducer, Thomas Troelsen.
Hun har dannet par med Martin Jørgensen fra 2015 til efteråret 2019.